# ノルマントン号事件

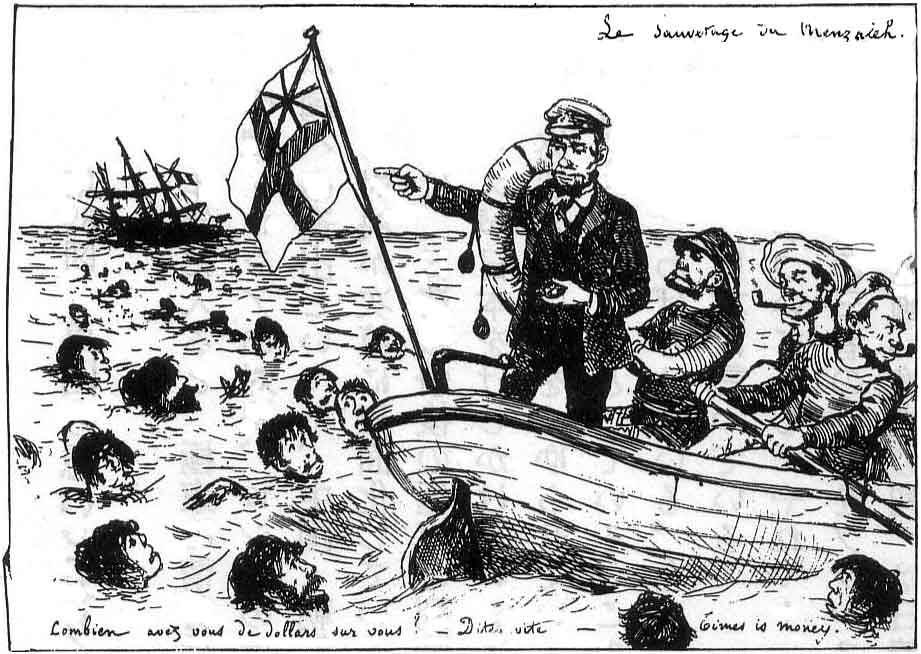
ジョルジュ・ビゴー「メンザレ号の救助」（『トバエ』9号、1887年6月）
----事件後の1887年に上海沖で起きたメンザレ号の沈没を、ノルマントン号の乗組員の行動と比較している。

ノルマントン号事件（ノルマントンごうじけん、英語: Normanton Incident）とは、1886年（明治19年）10月24日に、イギリス船籍の貨物船「ノルマントン（原語に近い読みは「ノーマントン」）」が、紀州沖で座礁沈没した事から始まった紛争事件である。日本人乗客を見殺しにした疑いで船長の責任が問われたものの不問となり、船長らによる人種差別的行為と不平等条約による領事裁判権に対する国民的反発が沸き起こった。

## 概要

### 沈没事故
1886年（明治19年）10月24日午後8時ごろ、横浜港から日本人乗客25名と雑貨を載せて神戸港に向かったイギリス貨物船「ノルマントン」（240トン）が、航行途中、暴風雨によって三重県四日市より和歌山県樫野崎までの沖合で難破、座礁沈没した。その際、ジョン・ウイリアム・ドレーク（John William Drake）船長以下イギリス人やドイツ人からなる乗組員26名は全員救命ボートで脱出し、漂流していたところを沿岸漁村の人びとに救助されて手厚く保護された。
ところが、日本人乗客25名は一人も避難できた者がおらず、船中に取り残されてことごとく溺死した。

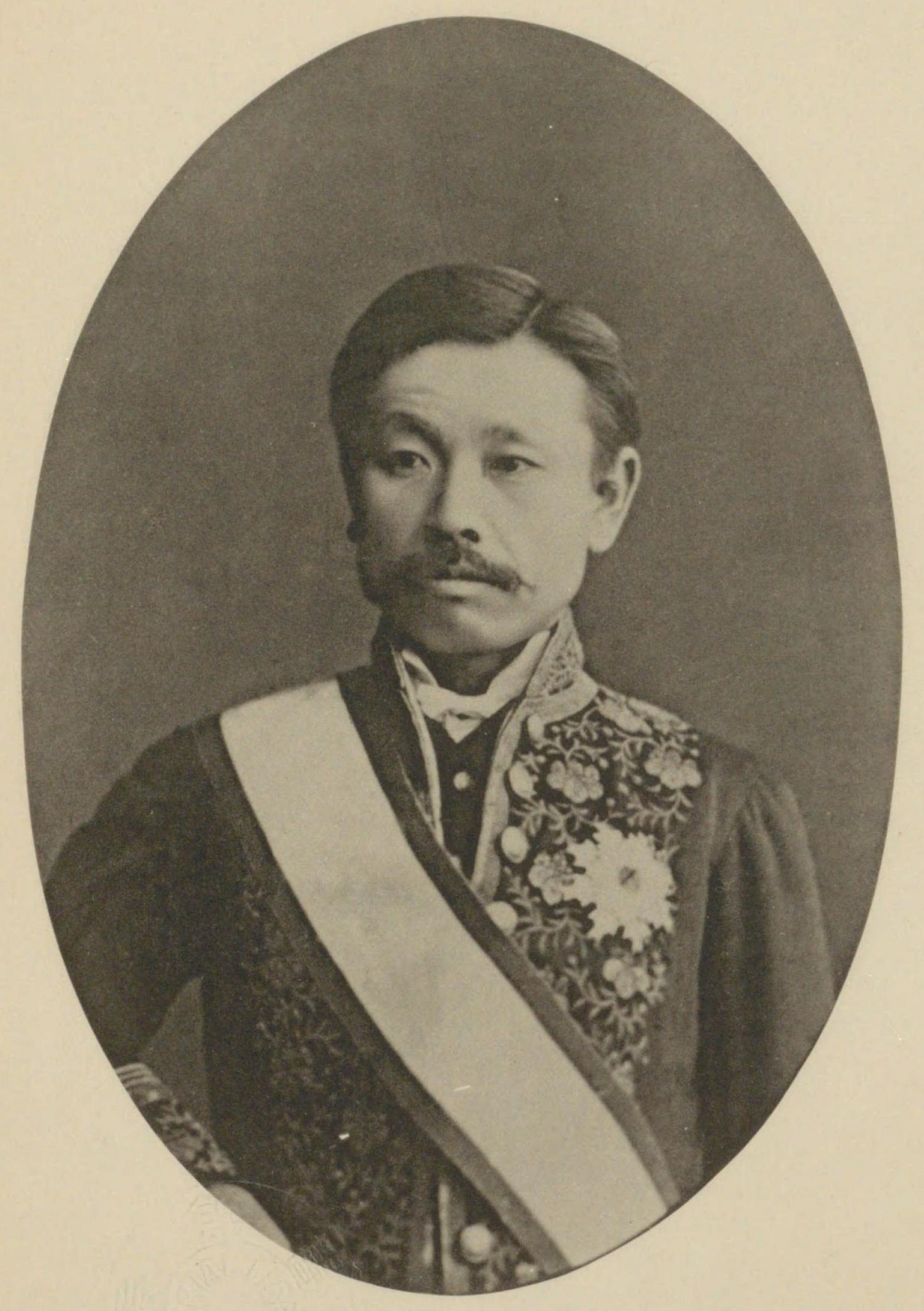
初代外務大臣の井上馨（1880年の写真）。井上は、1886年5月に始まった不平等条約改正を求める交渉会議において最後まで反発したイギリスに対し、外国人の裁判には外国人判事を半数以上任用するという妥協案を認めたが、本事件勃発により妥協案に対する反発が強くなり、翌1887年、条約改正会議は無期延期、井上は辞任となった。

10月28日、松本鼎和歌山県知事からの電報で遭難事件のあらましを知った第1次伊藤内閣の外務大臣井上馨は、日本人乗客が全員死亡したことに不審をもち、その場の実況調査を命令した。
国内世論は、ドレーク船長以下船員の日本人乗客にとった非人道的行為とその行為に根ざす人種差別に沸騰した。たとえば、『東京日日新聞』（1872年創刊）は、「船長以下20人以上の水夫も助かったのだから、1人や2人の日本人乗客とても助からないはずがない」との憤懣を記し、「西洋人乗客なら助けたのに日本人なるがゆえに助けなかったのではないか」と論じている。また、事実検証についても不平等条約の壁に阻まれ満足な解決が得られなかったといわれる。

### 海難審判により無罪
11月1日、神戸駐在在日英国領事のジェームズ・ツループ（James Troup）は、領事裁判権にもとづき神戸領事館内管船法衙において海難審判をおこない、11月5日、ツループは、ドレークの「船員は日本人に早くボートに乗り移るようすすめたが、日本人は英語がわからず、そのすすめに応じずに船内に籠もって出ようとしなかったのでしかたなく日本人を置いてボートに移った（ノルマントン号は貨物船なので、日本語が話せる乗客向けのスタッフはいない）」という陳述を認めて、船長以下全員に無罪判決を下した。
この判決を知って日本国民は悲憤慷慨した。『東京日日新聞』は「いかに日本人は無知だといえ、危にのぞんで、危うきを知らず、助けをえて、助けをかりることを知らないほどの白痴瘋癲であるはずがない」と紙面で抗議した。全国各地から遺族への義捐金が寄せられ、新聞各紙はいっそう硬化して、連日、悲しみの論説と弾劾の記事を掲げた。高名な法学者たちもドレーク船長の告訴をとなえ、在野の政客は各地に演説会をひらいてイギリスの横暴と非人道を責め、民衆に国権回復をうったえた。

### 刑事裁判罪
社交場鹿鳴館での舞踏会をはじめとする欧化政策によって条約改正交渉を進めていた井上外相も沸騰する国内世論を黙止することができず、11月13日、内海忠勝兵庫県知事に命じてドレーク船長らの神戸出船をおさえ、兵庫県知事名で横浜英国領事裁判所に殺人罪で告訴させた。告訴は翌14日におこなわれた。これに対し、イギリス側は神戸で予審をおこない、ついで横浜に場をうつした。12月8日、横浜領事裁判所判事のニコラス・ハンネンはドレークに有罪判決を下し、禁固刑3か月に処したが、死者への賠償金は支払われなかった。
賠償金がなかったのは、損害賠償請求裁判の支援者らが遺族に対し起訴停止の勧告をし、遺族が取り下げたからであった。世論の高まりに関してイギリス公使フランシス・プランケットから日本政府への抗議もあり、また、『時事新報』で早くから事件を報じ義援金運動を率先して盛り立て遺族側を支援してきた福沢諭吉も、再審理により有罪の兆しが見え始めると、日英関係の深刻な悪化が日本に良い結果を生まないという判断から、新聞の論調を急速にトーンダウンさせていた。一時は義援金による難破船引き揚げや欧米各紙への意見広告までが叫ばれたが、遺族に分配されることになった。
なお、領事裁判権は本事件の8年後の1894年に撤廃された。

## 影響

### 大同団結運動

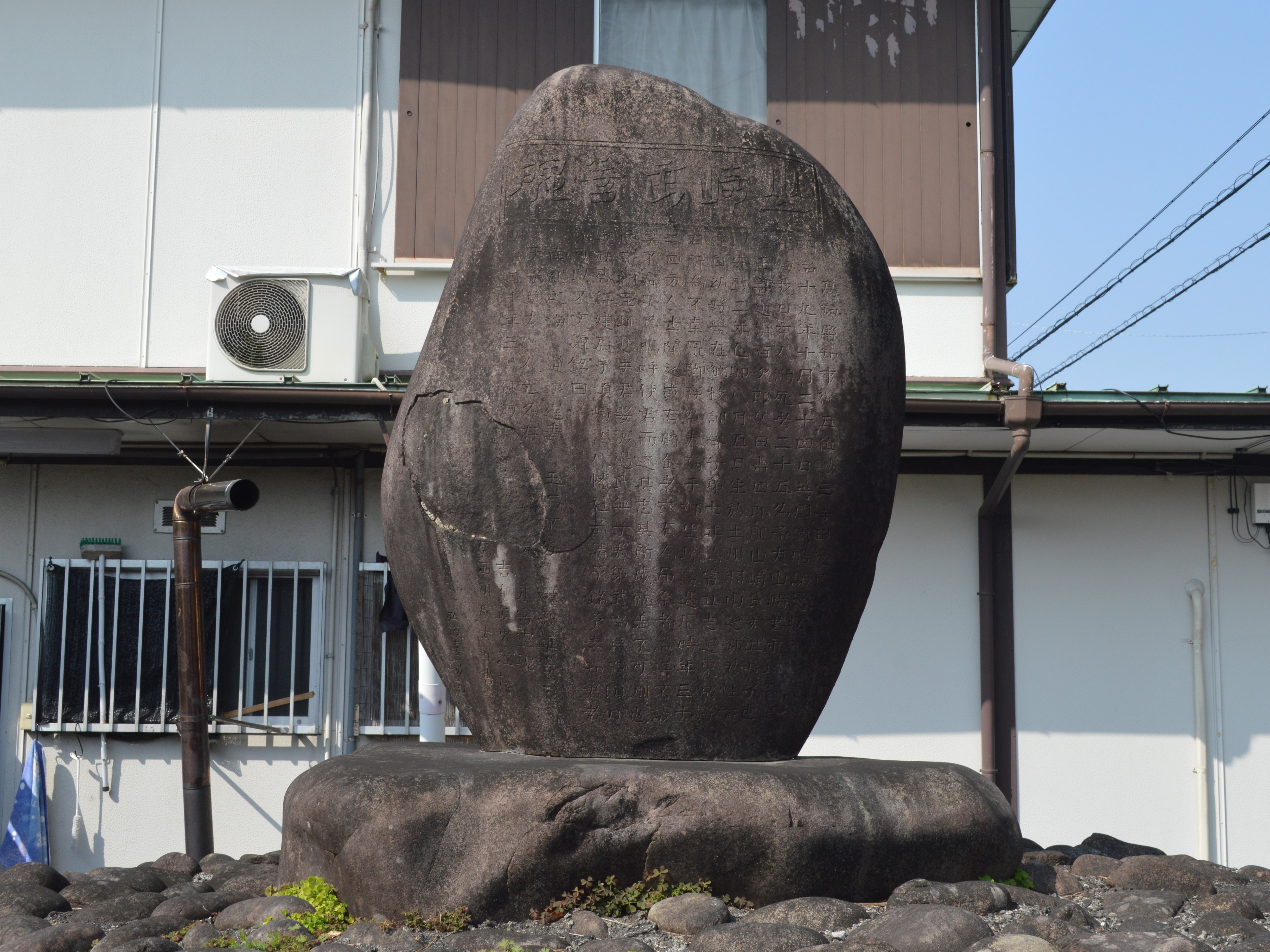
高知県須崎市南古市町にある「ノルマントン号事件の碑」。

ノルマントン号事件は、領事裁判の不当さを日本人に痛感させた事件として歴史に残るものになった。この事件は、当時胎動しつつあった大同団結運動派によってさかんに取り上げられ、井上外交を「媚態外交」「弱腰外交」と批判し、外交の刷新、条約改正（不平等条約撤廃）を要求する動きがさらに強まった。

### プロテスタント
この事件で在京浜のプロテスタント宣教師を代表してスポークスパーソン的な役割を果たしたのがウィリアム・インブリーだった。11月16日に在京浜の宣教師90余名は彼の名のもとに日本人犠牲者の遺族に対する義援金を拠出して哀悼の意を表明した。また、彼はその8日後に事件に対する見解を公表するよう求めた福沢諭吉の要請に90余名を代表して『時事新報』紙上で回答を行い、福沢の指摘するイギリス人乗組員の「不思議不徳義」を全面的に肯定した。

### 演劇・歌・出版物

#### 演劇・出版
事件後、この事件を演劇として興行しようとする者がおり人心の再燃を懸念した政府はこれを中止させた。(言論統制)
また、事件直後に『英船ノルマントン号沈没事件審判始末』が出版され、翌1887年（明治20年）には『英国汽船諾曼頓号裁判記録』が刊行された。

#### 「ノルマントン号沈没の歌」
事件直後「ノルマントン号沈没の歌」という歌が無名作家により作られ、ひろく国民に流行した。当初は36節の歌詞であったが、事件解決後に補足され59節におよんだ。曲は軍歌「抜刀隊」の旋律が用いられた。
「ノルマントン号沈没の歌」は、
岸打つ浪の音高く　夜半の嵐に夢さめて　青海原を眺めつつ　わがはらからは何処ぞと
呼べど叫べど声はなく　尋ね捜せど影はなし　うわさに聞けば過ぐる月　二十五人の兄弟は
旅路を急ぐ一筋に　外国船（とつくにぶね）とは知りつつも　航海術に名も高き　イギリス船と知るからに
ついうかうかと乗せられて　浪路も遠き遠州の　七十五里も早や過ぎて　今は紀伊なる熊野浦
から始まって、途中に
外国船の情けなや　残忍非道の船長は　名さえ卑怯の奴隷鬼は　人の哀れを外に見て
己が職務を打忘れ　早や臆病の逃げ支度　その同胞を引きつれて　バッテラへと乗り移る
影を見送る同胞は　無念の涙やるせなく　あふるる涙を押し拭い　ヤオレにくき奴隷鬼よ
いかに人種は違うとも　いかに情を知らぬとも　この場に望みて我々を　すてて逃るは卑怯者
という歌詞をふくむものであった。事件の経過がよくわかるこの歌は、戦後も春日八郎によって歌われている。

### 水難救済会
1889年（明治22年）、水難救助のボランティア組織大日本帝国水難救済会発足のきっかけとなった。

## 映像化
- 『秘話ノルマントン号事件　仮面の舞踏』1943年松竹制作、佐分利信主演[13]

## 関連図書
- 『英船「ノルマントン号」沈没乗客ノ件』（『日本外交文書』19）
- 川合彦允「ノルマントン号事件」（『日本古書通信』166）
- 曽我播編『英国汽船諾曼頓号事件裁判録』大津・奎章閣、1887年（明治20年）